# ウィニフェル・フェルナンデス
ウィニフェル・マリア・フェルナンデス・ペレス（Winifer María Fernández Pérez 、1995年1月6日 - ）は、ドミニカ共和国の女子バレーボール選手。ポジションはリベロ。ドミニカ共和国代表。

## 来歴
2012年、ドミニカ共和国代表に初選出され、同年のワールドグランプリに出場した。2014年にアゼルバイジャンリーグの強豪ラビタ・バクーに移籍した。

## 球歴
- グラチャン - 2013年
- ワールドグランプリ - 2012年、2015年

## 所属クラブ
- Mirador（2011-2013年）
- Telekom Baku（2013-2014年）
- ラビタ・バクー（2014-2015年）